# Rock para las masas... (cárnicas)
Rock para las masas...(cárnicas) es el nombre del álbum debut de la banda de punk rock cubana Porno para Ricardo.

## Información del álbum
Luego de presentar un extended play (EP) en 2001, la banda publica lo que sería su primer álbum y que sin duda marcaría un antes y un después en la música de Cuba. Con letras irreverentes que mostraban la inconformidad de la banda con el régimen del entonces presidente de la isla Fidel Castro, ganaron el reconocimiento del público, sin embargo, sus letras eran censuradas en la radio, caso similar al disco ¿Dónde jugaran las niñas? de la banda mexicana Molotov. Además, el vocalista y líder de la banda Gorki Águila, fue detenido varias veces debido al contenido de estas. Fue lanzado por primera vez en 2002, la cual contenía una portada con el símbolo comunista en una lata. En 2010 fue reeditado con una portada distinta a la original, en donde solo se aprecia el símbolo comunista. 

Cuando aparece un disco con actitud mala leche siempre genera un gran impacto, y en algunos casos hasta los pueden malinterpretar de criticos políticos (como algunos pensaron de Molotov por algunas canciones del ¿Dónde Jugarán las Niñas?), pero cuando tu banda vive en la isla de Cuba, es imposible no ser político, y esto es precisamente lo que pasa con Porno Para Ricardo. Una banda decidida a romper esquemas en un disco muy frontal y con canciones no apta para castristas. 

(J.L.Mercado)

## Lista de canciones[2]
| N.º | Título                               | Duración |  |
| 1.  | «Intro»                              | 1:04     |  |
| 2.  | «Nueve cuentos (Sospecho)»           | 3:12     |  |
| 3.  | «Tipo normal»                        | 4:38     |  |
| 4.  | «Felación (Intro)»                   | 2:14     |  |
| 5.  | «Debajo de la cama»                  | 0:13     |  |
| 6.  | «María (En vivo en el patio)»        | 4:03     |  |
| 7.  | «Ricardo para porno»                 | 3:39     |  |
| 8.  | «Manuel»                             | 2:37     |  |
| 9.  | «Matando al padre»                   | 3:47     |  |
| 10. | «Cambia tu cara»                     | 0.:17    |  |
| 11. | «Marlen y Tatiana»                   | 3:43     |  |
| 12. | «El cake»                            | 4:51     |  |
| 13. | «La internacional»                   | 3:51     |  |
| 14. | «La princesa azul del mar azul»      | 0:12     |  |
| 15. | «Los músicos de Bremen»              | 2:32     |  |
| 16. | «Estando tan loco»                   | 3:38     |  |
| 17. | «Trova con distorchón (Versión 0.2)» | 4:18     |  |
| 18. | «Trova con ovation»                  | 2:29     |  |
| 19. | «El barco»                           | 6:55     |  |
| 20. | «Semen y castigo»                    | 3:58     |  |
| 21. | «Vete de una vez»                    | 0:17     |  |
| 22. | «Trova con distorchón (Versión 0.1)» | 2:49     |  |

## Alineación[3]
- Gorki Águila / Ciro Díaz - Voz y guitarra
- Renay Kayrus - Batería y voz
- Hebert González - Bajo y voz

## Posicionamiento en listas
| Publicación | País           | Premio                                                  | Año  | Puesto |
| ----------- | -------------- | ------------------------------------------------------- | ---- | ------ |
| Alborde     | Estados Unidos | Los 250 álbumes más importantes del Rock Iberoamericano | 2006 | 250    |